# Saint-Amans-du-Pech
Saint-Amans-du-Pech một thị xã và xã ở tỉnh Tarn-et-Garonne trong vùng Tarn-et-Garonne, Pháp.